# Eisenberg (Thüringer Schiefergebirge)
Der Eisenberg  ist ein 852,6 m ü. NHN hoher Berg im Landkreis Sonneberg im Thüringer Schiefergebirge.
Er liegt tief im  Wald zwischen den Ortschaften Lauscha, Neuhaus am Rennweg und Steinheid, südlich vom Rennsteig und von der B 281. Da der Rennsteig genau über das Massiv verläuft, werden der Hauptgipfel und seine südlichen Ausläufer dem Südlichen Hohen Schiefergebirge und andere Gipfel dem Nördlichen Hohen Schiefergebirge zugeordnet. Benutzer der B 281, die vom Sandberg (834 m ü. NN) bei Steinheid über den Grad des Eisenbergs zum Bornhügel bei Neuhaus führt, bemerken die Höhenveränderung durch einen serpentinenartigen Anstieg, Rennsteigwanderer durch einen steilen geraden Anstieg.
Beim Eisenberg befindet sich infolge spätmittelalterlichen Eisenerzbergbaus ein größeres Pingenfeld. Es erfolgte wohl nur ein oberflächennaher Abbau von Erz, das vor Ort verhüttet wurde.
In seinem Westen erhebt sich der Habichtsberg (838 m), der nach Norden im Schellertsberg (717 m) ausläuft. An der Ostflanke des Habichtsberges befindet sich die Wüstung Habichtsbach. Von seiner Nahtstelle zum Löschleitenberg, und damit zum Wurzelbergmassiv,  zweigt der Diebskamm (735 m) nach Südwesten zur Nordwestflanke des Sandbergs ab, der hier am Alsbachtal dem Oberen Alsbachberg gegenüberliegt, und bildet die natürliche Barriere für die Trinkwassertalsperre. Östlich vom Habichtsberg, direkt am Rennsteig und an der B 281,  erhebt sich der Rollkopf (849 m). Weiter nördlich ragt der Bärenbachsberg (846 m) aus dem Eisenbergmassiv, östlich von ihm, nördlich der Rennsteigbaude Bernhardsthal der Herrnberg (774 m) und dessen westlicher Ausläufer Ascherbachsberg (684,5 m). Die Nordflanken dieser Berge fallen zum Höllental ab. Die Hölle und ihre Nebenbäche münden in den Wulstbach und bilden mit ihm die Katze, die in einem langgestreckten, bewaldeten Tal nach Katzhütte führt.
Im Nordosten des Eisenbergmassivs erstrecken sich der Hintere (814 m) und der Vordere Mittelberg (801 m) im Stadtgebiet von Neuhaus am Rennweg, die nördlichen Ausläufer Schloßhügel (758 m) und Mittelbachsheide (727 m) über dem Wulstbach. Die Obere Wulst (766 m) trägt den Neuhäuser Ortsteil Schmalenbuche und bildet die Nahtstelle zum Hettstädtmassiv. Im äußersten Nordosten schließt sich der Apelsberg (785 m) an, dessen Hänge von der Neuhäuser Innenstadt nach Lichte reichen, und unterhalb des Stadtteils Neuhaus-Igelshieb der Arlsberg (780,5 m), von dessen Hang zum östlichen Nachbarn Mittelberg sich der Finsterer-Grund-Viadukt spannt.
Ganz im Südwesten des Massivs schließt sich der Petersberg (819 m) an den Sandberg an, über den der Rennsteig von Steinheid nach Limbach verläuft. Die B 281 verläuft entlang seines Hanges ebenfalls nach Limbach, wo sich die Nahtstelle zur Dürren Fichte und damit zum Bleßbergmassiv befindet. In der Ortslage Steinheid gibt es eine schmale Nahtstelle zum Kieferle, das sowohl südlich als auch nördlich dieser Stelle deutlich vom Eisenbergmassiv getrennt ist.
Der Bornhügel (846 m) liegt am westlichen Stadtrand von Neuhaus am Rennweg direkt am Rennsteig auf der Südabdachung des Massivs. Mit einem Wasserturm und einer Wetterwarte dominiert er das Ortsbild des Wintersportortes. Ebenfalls nach Süden dachen der südwestliche Ausläufer des Hauptgipfels, der Göritzberg (793 m), im Süden der Mittelberg (807 m) mit der Wüstung Glücksthal, der Große (820 m) und der Kleine Zigeunerberg (791 m) am Steinachgrund und im Südosten die früher als Lauschenberg zusammengefassten Erhebungen Igelskuppe (800 m), Köpplein (781 m), Steiniger Hügel (765 m) und Teufelsholz (745 m) am Lauschatal ab. Die Quellbäche der Lauscha markieren die Scharte zum Pappenheimer-Berg-Massiv, der Verlauf des Rennsteigs über den Ernstthaler Steig die Nahtstelle.